# 八束可海
八束 可海（やつか かかい、明治5年3月1日（1872年4月8日） - 大正5年（1916年）1月13日）は、日本の衆議院議員（中央倶楽部）、弁護士。家紋は丸に杏葉紋。

## 経歴
愛媛県伊予郡北伊予村（現在の松前町）出身。1893年（明治26年）、日本法律学校（現在の日本大学）を卒業し、弁護士試験に合格した。翌年、静岡県浜松市に事務所を開き、1900年（明治33年）に東京市に移した。その後、東京市会議員に選出された。
1908年（明治41年）、第10回衆議院議員総選挙で当選を果たした。
その他、藤枝競馬倶楽部理事を務めた。
大正5年1月13日没。戒名は泰雲院通義可海大居士。墓所は本所（墨田区）立川の新義真言宗・弥勒寺旧子院墓地。墓石は7回忌である1922年（大正11年）1月13日に、妻キノにより建てられた。